# Лоренцо Марсалья
Лоренцо Марсалья (італ. Lorenzo Marsaglia, 16 листопада 1996) — італійський стрибун у воду.
Учасник Олімпійських Ігор 2020 року, де в стрибках з 3-метрового трампліна посів 20-те місце. У синхронних стрибках з 3-метрового трампліна разом з Джованні Точчі посів 6-те місце.